# Hritik Rosan
Hritik Rosan (hindi: ऋतिक रोशन, urdu: رتک روشن, /rɪt̪ɪk rɔːʃən/; (1974), indiai színész.

## Díjak

### Filmfaredíjak
2000: legjobb új férfi színész Kaho Naa Pyaar Hai
2000: legjobb férfi színész Kaho Naa Pyaar Hai
2003: legjobb férfi színész  Koi Mil Gaya
2003: Best Actor Critics Koi Mil Gaya

## Filmek
| Szökevény szerelem [forrás?] | 2010 | Bárbara Mori/ Kabir Bedi   |                                                                                               |
| I See You                    | 2006 |                            |                                                                                               |
| Dhoom 2                      | 2006 | Aryan / Mr. A              |                                                                                               |
| Krris                        | 2006 | Rohit Mehra/Krishna/Krrish |                                                                                               |
| Lakshya                      | 2004 | Karan Shergill             | jelölés, Filmfare Best Actor Award                                                            |
| Koi… mil gaja                | 2003 | Rohit Mehra                | díjnyertes, Filmfare Best Actor Award díjnyertes, Filmfare Critics Award for Best Performance |
| Main Prem Ki Diwani Hoon     | 2003 | Prem Kishen Mathur         |                                                                                               |
| Mujhse Dosti Karoge!         | 2002 | Raj Khanna                 |                                                                                               |
| Na Tum Jaano Na Hum          | 2002 | Rahul Sharma               |                                                                                               |
| Aap Mujhe Achche Lagne Lage  | 2002 | Rohit                      |                                                                                               |
| Kabhi Khushi Kabhie Gham     | 2001 | Rohan Raichand             | jelölt, Filmfare Best Supporting Actor Award                                                  |
| Yaadein                      | 2001 | Ronit Malhotra             |                                                                                               |
| Mission Kashmir              | 2000 | Altaaf Khan                |                                                                                               |
| Fiza                         | 2000 | Amaan Ikramullah           | jelölés, Filmfare Best Actor Award                                                            |
| Kaho Naa… Pyaar Hai          | 2000 | Rohit/Raj Chopra           | díjnyertes, Filmfare Best Actor Award díjnyertes, Filmfare Best Debut Award                   |
| Bhagwan Dada                 | 1986 | Govinda                    |                                                                                               |
| Aap Ki Deewane               | 1980 | Child Artist               |                                                                                               |
| Aasha                        | 1980 | Child Artist               |                                                                                               |